# NGC 50
NGC 50 (també coneguda com a MCG -1-1-58 i PGC 983) és una galàxia lenticular localitzada en la constel·lació de la Balena, amb un diàmetre de 170.000 anys llum. Va ser descobert en 1865 per Gaspare Ferrari. La galàxia és, en comparació de la Via Làctia, aproximadament 1.5-2 vegades més gran. També està físicament prop de NGC 49.